# Forchheim (Feisnitz)

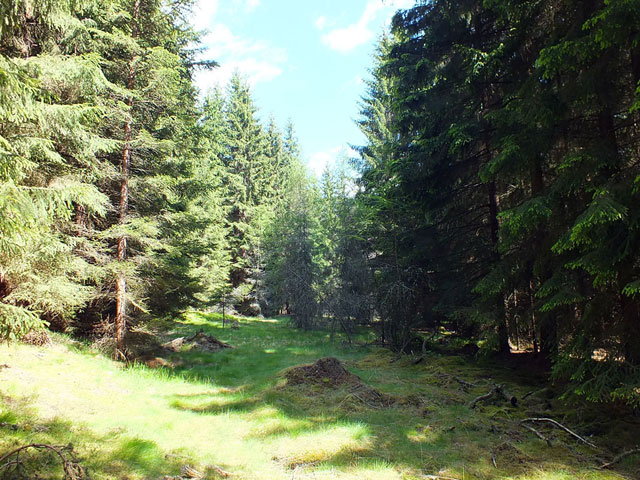
Die Lichtung kennzeichnet die ehemalige Lage von Forchheim und den Bereich der Ausgrabungen.

Forchheim war ein Dorf zwischen Seedorf und Pechtnersreuth, welches bei seiner Ersterwähnung im Jahr 1340 bereits als verödet bezeichnet wurde.

## Geographie
Die Stelle, an der sich Forchheim befand, liegt nahe dem Grenzbereich von Oberfranken, Oberpfalz und Tschechischer Republik im Kohlwald bei der Feisnitz-Quelle am Südhang des Oberkunreuthberges (656 m).
Der Ort konnte durch Ausgrabungen auf 50° 03,3' nördlicher Breite und 12° 16,4' östlicher Länge lokalisiert werden.

## Geschichte
Der Name Forchheim ist als Siedlung am oder im Nadelwald zu verstehen und wurde erstmals im Jahre 1340 in einem Kaufvertrag als Vorchaim erwähnt. Forchheim war zu diesem Zeitpunkt jedoch bereits eine Wüstung:
„Vom Kloster Waldsassen erkaufen sich im Jahre 1340 die Egerer Bürger Walther Höfer und dessen Söhne Jakob und Niklas gegen eine einmalige Summe das öde Dorf Vorchaim zum Leibgedinge, was Heindrich d.Ä., Vogt von Weida, zur Zeit Pfleger des Egerlandes, und der Rat (der Stadt Eger) am 25. November bekundeten.“
Anderen Quellen zufolge soll das Dorf jedoch erst 1369 zerstört worden sein.
Es ist davon auszugehen, dass die Eisenerzvorkommen in unmittelbarer Nähe, der vorhandene Wald für die Eisenverhüttung sowie das reichhaltige Tonlager dieser Gegend zum  Bau von Rennöfen dienten und der Anlass für die Ortsgründung waren.
Eine weitere Erwähnung erfuhr Forchheim im Jahre 1362, als ein Hauptmann des Egerlandes, Bohuslaw von Schwanberg, als Abgrenzung einen Graben von Reutlas bei Marktredwitz bis nach Forchheim ziehen ließ.
Das Ende des Ortes ist wahrscheinlich auf eine wirtschaftliche Krise im Bergbau zurückzuführen. Ausgrabungen in der Mitte des 20. Jahrhunderts lassen auf ein kurzes Aufleben um das Jahr 1400 schließen. Seitdem ist Forchheim jedoch völlig verschwunden, ohne einen Siedlungsrest zu hinterlassen.

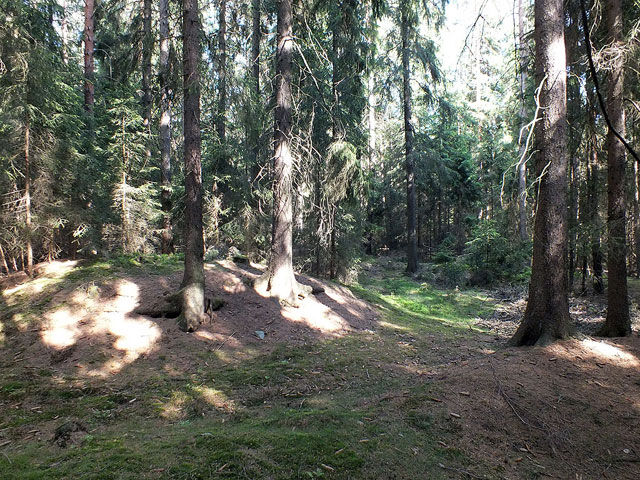
Die alte Wehranlage an der Feisnitz-Quelle mit Turmhügel in der linken Bildhälfte und dem Wall vorne und am rechten Bildrand.

## Ausgrabungen
Bei einer Aufforstung im Jahre 1960 wurden Scherben mittelalterlicher Gefäße gefunden, von denen sich die ältesten auf die Zeit vor 1000, die jüngsten auf 1400 datieren ließen.
Rund 200 Meter südöstlich des Forchheimer Siedlungsplatzes nahe der Feisnitz-Quelle wurden die Reste einer rechteckigen Wehranlage, bestehend aus einem Turmhügel und einem von einem Wall umgebenen Graben, gefunden.